# The Best of David Bowie 1969/1974
The Best of David Bowie 1969/1974 is een compilatiealbum van de Britse muzikant David Bowie, uitgebracht in 1997. Op het album staan diverse singles en enkele albumtracks die Bowie uitbracht tussen 1969 en 1974. Het album werd oorspronkelijk tegelijkertijd uitgebracht in de Verenigde Staten, maar werd uit de schappen gehaald na een groot aantal fouten in de credits en albumnotities. In 1998 werd het album opnieuw uitgebracht met de juiste informatie en een nieuwe albumcover. Het album was ook opgenomen als de eerste cd van het album The Platinum Collection.
Op het album staan drie zeldzame nummers: de zogenaamde "sax version" van "John, I'm Only Dancing", een versie van "The Prettiest Star" met Marc Bolan op gitaar en de originele versie van "All the Young Dudes", wat een hit werd voor Mott the Hoople.

## Tracklist
- Alle nummers geschreven door Bowie, tenzij anders aangegeven.

1. "The Jean Genie" (van Aladdin Sane, 1973) – 4:08
2. "Space Oddity" (van David Bowie, 1969) – 5:15
3. "Starman" (van The Rise and Fall of Ziggy Stardust and the Spiders from Mars, 1972) – 4:18
4. "Ziggy Stardust" (van Ziggy Stardust) – 3:16
5. "John, I'm Only Dancing (Sax version)" (non-album single, 1972) – 2:42
6. "Rebel Rebel" (van Diamond Dogs, 1974) – 4:30
7. "Let's Spend the Night Together" (van Aladdin Sane) (Mick Jagger/Keith Richards) – 3:07
8. "Suffragette City" (van Ziggy Stardust) – 3:27
9. "Oh! You Pretty Things" (van Hunky Dory, 1971) – 3:14
10. "Velvet Goldmine" (B-kant van heruitgave "Space Oddity", 1975) – 3:11
11. "Drive-In Saturday" (van Aladdin Sane) – 4:29
12. "Diamond Dogs" (van Diamond Dogs) – 6:05
13. "Changes" (van Hunky Dory) – 3:34
14. "Sorrow" (van Pin Ups, 1973) (Bob Feldman/Jerry Goldstein/Richard Gottehrer) – 2:55
15. "The Prettiest Star (Marc Bolan stereo version)" (non-album single, 1970) – 3:14
16. "Life on Mars?" (van Hunky Dory) – 3:52
17. "Aladdin Sane (1913-1938-197?)" (van Aladdin Sane) – 5:10
18. "The Man Who Sold the World" (van The Man Who Sold the World, 1970) – 3:56
19. "Rock 'n' Roll Suicide" (van Ziggy Stardust) – 3:00
20. "All the Young Dudes" (oorspronkelijk een hit voor Mott the Hoople, opgenomen voor Aladdin Sane) – 4:11

Bonustrack op Japanse versie
1. "Lady Stardust" (van Ziggy Stardust) (als vervanger van "Suffragette City") – 3:21